# Río Oconee
El río Oconee es un río del estado estadounidense de Georgia que fluye en dirección sureste hasta unirse al río Ocmulgee, cerca de Lumber City, formando ambos el río Altamaha. Tiene una longitud de 350 km. Milledgeville, la antigua capital de Georgia, está situada a orillas de este río.

## Toponimia
El nombre del río se deriva de los oconee, una tribu del grupo de los muskogueanos que vivían en el centro del actual estado de Georgia. Los oconee tuvieron que emigrar a principios del siglo XVIII hacia el oeste, a la ribera del río Chattahoochee.